# Ризерфорд, Зеин
Зеин Аллен  Ризерфорд (англ. Zain Allen Retherford; 21 мая 1995 года, Кеноша, Висконсин, США) — американский борец вольного стиля, чемпион мира, призёр Кубка мира, победитель Панамериканского чемпионата.

## Спортивные результаты
- Чемпион мира (2023), серебряный призёр чемпионата мира (2022).
- Бронзовый призёр Кубка мира (2019, в команде).
- Победитель Панамериканского чемпионата (2023).
- Серебряный призёр Открытого чемпионата США (2019), бронзовый призёр Открытого чемпионата США (2017).
- Победитель студенческого NCAA чемпионата США (2016, 2017, 2018).[3]
- Чемпион мира среди кадетов (2012).

## Семья
Отец — Аллен Ризерфорд, мать — Сара Ризерфорд. Имеет двух сестёр, Ханну и Майли.

## Видео
- Чемпионат мира 2022, вольная борьба, до 70 кг, финал: Таиси Нарикуни (Япония) — Зеин Аллен Ризерфорд (США)